# Émile Masson (1915)
Émile Masson (Hollogne-aux-Pierres, 1º settembre 1915 – Parigi, 2 gennaio 2011) è stato un ciclista su strada belga.
Professionista dal 1937 al 1951, vinse una tappa al Tour de France, una Freccia Vallone, una Parigi-Roubaix e due campionati nazionali.

## Carriera
Figlio di Émile Masson sr., ne seguì le orme ottenendo anche diversi risultati. Si mise in luce nel 1935 quando, già guidato dal padre allenatore, vinse due tappe, una al Giro del Belgio e una in quello del Lussemburgo. Si ripeté un paio di anni dopo, ma la svolta arrivò nel 1938 quando conquistò la Freccia Vallone e fu parte della squadra belga al Tour de France, in cui si aggiudicò una tappa.
Nel 1939 si ripeté vincendo la Parigi-Roubaix, dopo essere incappato anche in una foratura ai meno venti chilometri dal traguardo.
Dopo la guerra bissò il successo del padre nella Bordeaux-Parigi e vinse anche due campionati nazionali.

## Palmarès
- 1935 (Alcyon, una vittoria)

1ª tappa Tour de Luxembourg
- 1937 (Alcyon, una vittoria)

5ª tappa Giro del Belgio (Liegi > Bruxelles)
- 1938 (Alcyon, tre vittorie)

Freccia Vallone
Bruxelles-Hozemont
17ª tappa, 1ª semitappa Tour de France (Besançon > Belfort)
- 1939 (Alcyon, due vittorie)

Parigi-Roubaix
2ª tappa Paris-Nice (Nevers > Saint-Étienne)
- 1946 (Alcyon, due vittorie)

Bordeaux-Parigi
Campionati belgi, Prova in linea
- 1947 (Alcyon, una vittoria)

Campionati belgi, Prova in linea
- 1949 (Alcyon, una vittoria)

Liegi-St. Hubert

## Piazzamenti

### Grandi giri
- Tour de France

1938: 34º

### Classiche
- Giro delle Fiandre

1939: 40º
- Parigi-Roubaix

1937: 29º
1939: vincitore
- Liegi-Bastogne-Liegi

1947: 22º
1949: 7º

### Competizioni mondiali
- Campionati del mondo

Zurigo 1946 - In linea: 13º
Reims 1947 - In linea: ritirato

## Riconoscimenti
- Trophée Edmond Gentil nel 1946